# 450
Rok 450 (CDL) byl nepřestupný rok, který podle juliánského kalendáře započal nedělí. Pojmenování roku pod číslem 450 bylo zavedeno ve středověku, kdy se začalo v Evropě užívat označení let podle Anno Domini (leta páně). Do té doby byl tento rok znám jako Rok konzulátu Valentiniana a Aviena. 
Podle židovského kalendáře došlo k přelomu let 4210 a 4211. 

## Události
- 28. července – Východořímský císař Theodosius II. při lovu spadl v Konstantinopoli z koně a krátce na to zemřel. Vládl od roku 408, většinu času pod vlivem své sestry křesťanky Aelie Pulcherie, které byl povolen návrat ke dvoru.
- 25. srpna – Aelia Pulcheria se provdala a stala se spoluvládkyní Východořímské říše. Darovala svůj diadém Illyrijskému (nebo Thráckému) úředníkovi a senátorovi Marcianovi. Sama se poté na Hippodromu korunovala císařovnou. Jednalo se tak o vůbec první veřejnou a oslavovanou korunovaci.
- Marcianus nařídil popravu nepopulárního eunucha Chrysaphia. Následně přerušil platby Attilovi.
- Všechny chrámy v Afrodisiu (Městě božské Afrodity) byly zbourány a vypáleny. Město bylo přejmenováno na Stauroupolis (Křížové město).

## Narození

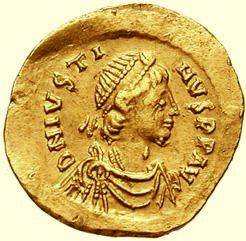
Justinus I. (* 2. února)

- 2. února – Justinus I., východořímský císař († 1. srpna 527)
- Chilperich II. Burgundský, burgundský král († 493)
- Gunthamund, král Vandalů a Alanů († 496)
- Thrasamund, král Vandalů a Alanů v Severní Africe († 523)
- Ísidóros z Alexandrie, novoplatonský filozof († 520)
- Hormisdas, 52. papež († 523)

## Úmrtí
- 28. července – Theodosius II., východořímský císař
- 31. července – Petr Chrysolog, proslulý kazatel a arcibiskup v Ravenně (* kolem 380)
- 27. listopadu – Galla Placidia, sestra císaře Honoria, prvního vládce Západořímské říše (* 392)
- Sozemenós, byzantský historik (* asi 400)

## Hlavy států
- Papež – Lev I. Veliký (440–461)
- Východořímská říše – Theodosius II. (408–450) » Marcianus (450–457)
- Západořímská říše – Valentinianus III. (425–455)
- Franská říše – Merovech (448–457)
- Perská říše – Jazdkart II. (439–457)
- Ostrogóti – Valamir (447–465/470)
- Vizigóti – Theodorich I. (419–451)
- Vandalové – Geiserich (428–477)
- Hunové – Attila (435–453)